# Оуен Харт
Оуен Джеймс Харт (на английски: Owen James Hart) е канадско-американски професионален кечист.
Работил е за няколко компании, включително Stampede Wrestling, New Japan Pro Wrestling (NJPW), World Championship Wrestling (WCW) и Световната федерация по кеч (WWF).
Постига най-голям успех в WWF, където се бие както под собственото си име, така и под името Блу Блейзър.
Част от кеч семейството Харт, той е роден в Калгари, Албърта, най-малкият от 12-те деца на Стю и Хелън Харт. Сред неговите отличия, Оуен е еднократен шампион на USWA Unified World Heavyweight, двукратен интерконтинентален шампион на WWF, еднократен европейски шампион на WWF и четирикратен световен отборен шампион на WWF, както и Крал на ринга за 1994 г. Той оглавява много pay-per-view събития за WWF и е широко възприет като един от най-добрите изпълнители в компанията.
Харт загива трагично на 23 май 1999 г., поради неизправност в оборудването на въжето и последващо падане от гредите на тавана на Кемпер Арена в Канзас Сити, Мисури, Съединените щати, когато трябва да слезе на ринга на турнира Over the Edge.

## Ранен живот
Оуен Харт е роден на 7 май 1965 г. в Калгари, Албърта, в кеч семейството Харт и е най-малкото дете на Стю и Хелън Харт. Харт израства в домакинство с 11 братя и сестри, Смит, Брус, Кийт, Уейн, Дийн, Ели, Джорджия, Брет, Алисън, Рос и Даяна.
Той е от гръцки произход чрез баба си по майчина линия и ирландски чрез дядо си по майчина линия. Баща му е основно от шотландско-ирландски произход, но също има английски произход.
Тъй като майка му, Хелън, е родена в Ню Йорк, Харт е двоен гражданин на Канада и САЩ.

## Кариера

### Световна федерация по кеч (WWF) (1988 – 1989)
Успехът на Харт в Япония и работните отношения на Stampede със Световната федерация по кеч водят до подписването на Харт с компанията през лятото на 1988 г. Той дебютира в WWF като Блу Блейзър (първоначално Блу Ейнджъл), с ранните му изяви, го побеждават Тери Гибс, Стив Ломбарди и Бари Хоровиц. Блу Блейзър прави своя дебют на Survivor Series '88, заедно с Ултимейт Уориър, Брутъс Бийфкейк, Джим Бранцел и Сам Хюстън срещу Хонки Тонк Мен, Грег Валънтайн, Рон Бас, Бад Нюз Браун и Дейнджъръс Дани Дейвис. Блейзър е елиминиран от Валънтайн, но отборът му печели мача. Продължава да се бори в мидкарда, побеждавайки, но често не успява да се сблъска с друг талант. Той губи от Тед Дибиаси старши на 11 март 1989 г. в Saturday Night's Main Event и е победен от Г-н Перфектен на Кечмания 5.

### Връщане към независимите компании (1989 – 1991)
Малко след Кечмания, Харт напуска WWF, за да обиколи света, както с, така и без образа на Блу Блейзър. Той също така се завръща в Stampede, докато не е закрита през декември 1989 г. През 1991 г. Харт губи маската на Блу Блейзър в мач с маски против мексиканския кечист Ел Санек, като по този начин се сбогува с Блу Блйзър.

### World Championship Wrestling (WCW) (1991)
Харт дебютира в едноименното телевизионното предаване на World Championship Wrestling на 16 март 1991 г., първият от петте телевизионни мача, в които се състезава, като всички те са против развиващи се таланти като Марк Кайл. В един от мачовете е отбор с Рики Мортън.

### „Новата фондация“ и „Висока енергия“ (1991 – 1992)
Харт преговаря по договора си с WCW, но до нова сделка не се стига, тъй като Оуен не е бил готов да се премести със семейството си в централата на компанията в Атланта. Вместо това, той подписва за втори път с WWF. В WWF популярната „Фондация Харт“, съставена от брат му Брет Харт и неговият зет Джим Найдхарт, се е разпада, Брет започва самостоятелна кариера, докато Найдхарт е използван рядко. Когато Найдхарт се връща от сценаристка контузия, той и Оуен формират „Новата фондация“.
Оуен и Найдхарт първо се разправят с братята Бевърли. След това те имат единствения си pay-per-view мач на Кралски грохот през януари 1992 г., когато побеждават Ориент Експрес. Найдхарт напуска WWF малко след това и Харт се отправя към много кратък път като самостоятелен кечист, включително с мач на Кечмания 8 срещу Скинър. Малко след Кечмания, Харт се съюзява с Коко Б. Уеър, за да формира дуото, известно като „Висока енергия“. Те имат само един pay-per-view мач като отбор, на Сървайвър сериите, където губят от The Headshrinkers. Отборът тихо се разделя в началото на 1993 г., когато Харт започва кариера в сингъла.

### Вражда с Брет Харт (1993 – 1995)
В средата на 1993 г., когато враждебността на Брет Харт с Джери Лоулър се запалва, Оуен стои до брат си и се бори срещу Лоулър в United States Wrestling Association, където повечето таланти на WWF се смятат за хийлове. Оуен печели USWA Unified World Heavyweight Championship от Папа Шанго. Участието на Оуен във враждата на WWF срещу USWA е прекъснато, когато той получава травма на коляното през лятото на 1993 г. и е принуден да отдели известно време извън ринга.
Харт се връща на ринга на WWF през есента на 1993 г., в момент, когато враждата на Брет с Лоулър е временно отклонена. Брет, заедно с Оуен и техните братя Брус и Кийт, трябваше да се изправят срещу Лоулър и неговия отбор на Сървайвър сериите. Въпреки това, Лоулър не успява да стигне до шоуто и като резултат не може да се появи на турнира. Лоулър е заменен от Шон Майкълс. По време на мача, Оуен и Брет неволно се блъскат един в друг, което води до елиминиране на Оуен от отбора. Оуен се появява след мача и има разгорещен конфликт с Брет, а Кийт, Брус и Стю се опитват да успокоят нещата. Тази конфронтация доведе до това, че Оуен напуска ринга под освирквания, докато братята му и баща му гледат с ужас, а майка му Хелън плаче на ринга. На следващата вечер, Оуен започва да излиза с розово-черен екип, слънчеви очила и използва за финишър Шарпшуутър, за да изпрати съобщение до брат си. Оуен, ядосан, че е в сянката на Брет, предизвиква брат си, но Брет отказва. Вместо това, братята сякаш се събират отново по време на празниците.
Брет се опитва да се оправи с Оуен, като се събира с него редовно. Той дори осигурява два мача за световните отборни титли на WWF. Те се сблъскват с Quebecers за титлите на Кралски грохот през януари 1994 г. Първоначално всичко е наред между братята, но когато Брет наранява коляното си (сценарий) и не може да се бие с Оуен за дълъг период от време, по-младият Харт е разочарован. Когато реферът спира мача, заради нараненото коляно на Брет, Оуен рита брат си в коляното и след това си тръгва. Това започва кариерата му като хийл. След акта, разгневения Оуен обвинява брат си, че е егоист и го дърпа. Двамата братя се сблъскват за пръв път на Кечмания 10, където Оуен чисто тушира по-големия си брат. По-късно вечерта, Брет печели Световната титла в тежка категория на WWF, докато Оуен стои и гледа с ревност, че Брет празнува на ринга. Оуен печели турнира Кралят на ринга, като побеждава на финала Рейзър Рамон с помощ от Джим Найдхарт. След победата, Оуен започва да използва прякора „Кралят на сърцата“.
Оуен и Брет се разправят през лятото на 1994 г., като се бият многократно както в сингъл, така и по-късно в отборни мачове. Два важни мача се провеждат в тази вражда: първо, срещата им в клетка на Лятно тръшване, където печели Брет. Този мач получава по-късно пет звезден рейтинг от Дейв Мелцер. Вторият е мач с дъвари на 17 август, когато Оуен печели първоначално и е обявен за световен шампион в тежка категория. Брет печели мача, след като му е наредено да продължи поради намеса. По време на Сървайвъ сериите Оуен нанася най-вредния удар на брат си, докато подвежда собствената си майка Хелън да хвърли кърпата за Брет. Урокът струва на Брет световната титла на Боб Баклунд. Оуен също така попречва на Брет да си върне титлата на Кралски грохот през 1995 г., когато се намесва в мача между Брет и новия шампион Дизел. В седмиците след турнира, Брет и Оуен отново се бият, а Брет побеждава брат си, като по този начин слага край на враждата им.
Оуен преодолява загубата от Брет, като спечелва отборните титли на WWF от The Smoking Gunns на Кечмания 11. Оуен, към който се присъединява „Мистериозният партньор“, оспорва The Smoking Gunns в мач за титлите. Партньорът се оказва бившия световен шампион Йокозуна. След победата Оуен взима Джим Корнет и г-н Фуджи като негови мениджъри, които вече ръководят Йокозуна. Отборът защитава титлите в продължение на пет месеца, докато не ги губи от Шон Майкълс и Дизел на In Your House 3. Те за кратко задържат титлите втори път, когато коланите са върнати на тях, преди The Smoking Gunns да си възвърне титлите. Оуен и Йокозуна продължават да са отбор до края на годината.

### Отбор с Британския булдог (1996 – 1997)
През 1995 г. зетът на Оуен – Дейви Бой Смит става хийл и се присъединява към групата Лагер Корнет. През лятото на 1996 г. двамата започват да се обединяват все повече и повече, понякога заедно с Вейдър, който също е член на Лагер Корнет. Оуен е и коментатор на Крал на ринга през 1996 г. (демонстриращ ясна подкрепа за Вейдър и Смит) и през това време е подкрепа на дясната си ръка за няколко месеца, като се преструва на контузен, за да използва протежето си като оръжие по време на мачовете му.
През септември 1996 г. Британският булдог и Харт печелят pay-per-view мач за отборните титли на In Your House 10. Оуен и булдог си тръгват със златото, след като побеждават The Smoking Gunns. Те също така си тръгват с нов мениджър, когато Кларънс Мейсън накарва Джим Корнет да подпише договор на новите шампиони. Но признаците на раздори бавно започват да се проявяват. Един от случаите, когато това е очевидно, е на Кралски грохот, когато Харт случайно елиминира булдог. След турнира, те имат недоразумения в мачове срещу Дъг Фурнас и Фил Лафон и булдог уволнява Мейсън след загуба на мач от Кръш, който също е мениджиран от Мейсън, нещо, което не се харесва на Харт. Друго предизвикателство между двамата е новосъздадената Европейска титла на WWF. Двамата мъже са се преборили за финалите, за да бъде коронясан първия шампион, като булдог излиза победител.
След като запазват титлите срещу Headbangers чрез дисквалификация на 24 март 1997 г. в Първична сила, напрежението между двамата нараства. Разгневеният Харт иска на следващата седмица да се пробва за европейската титла на булдог. Мачът е насрочен за 31 март. В нощта двамата се бият в него с такава интензивност, че мнозина смятат, че техният отбор вече се е разделил. Тогава в шокиращ момент, станалият хийл Брет Харт идва на ринга и спира мача. Брет апелира към Оуен и булдог, като говори за важността на семейството. Те се съгласяват да оставят настрана различията си и да се присъединят към Брет, за да сформират новата Фондация Харт, антиамериканска конюнктура, която също включва Джим „Наковалнята“ Найдхарт и приятеля на семейство Харт Брайън Пилман.

### Възстановяване на Фондацията Харт (1997)
След като сформира Фондацията Харт, Оуен бързо печели първата си сингъл титла, като побеждава Роки Маивиа за Интерконтиненталната титла на WWF. Това означава, че Фондация Харт държи всяка титла на WWF, с изключение на Световната титла, затвърждавайки тяхното господство във федерацията. Това не е успех за Оуен, макар че той и Британският булдог губят отборните си титли от Ледения Стив Остин и Шон Майкълс на 26 май 1997 г. Скоро след това започва вражда с Остин.
Оуен и булдог получават втори шанс да си върнат титлите, след като Майкълс отсъства поради нараняване. В изданието от 14 юли 1997 г. на Първична сила, двамата влизат в турнир и спечелват правото да се изправят срещу Остин и негов партньор тази вечер за свободните титли. Този партньор се оказва Дюд Лав, който се обявява за партньор на Остин и му помага да победи Харт и булдог.
На Лятно тръшване през август 1997 г., Харт трябва да защити своята интерконтинентална титла срещу Остин в мач „Kiss My Ass“ (Целуни ме отзад), където Харт залага титлата срещу Остин, който трябва да целуне задника му, ако загуби. По време на мача, Харт сгрешава (боч) при един пайлдрайвър и изпуска Остин на главата му, наранявайки врата му. Остин печели титлата от Харт тази вечер, но поради нараняването е принуден да върне титлата. Въпреки че цялата ситуация е инцидент, WWF решава да го направи част от сюжета, докато Оуен започва да носи тениска по образа на Остин, на която пише „Оуен 3:16 / Просто ти счупих врата“. След това Харт влиза в турнир, за да се короняса нов шампион.
Харт се бори на финалите на турнира, за да увенчае следващия интерконтинентален шампион и да се изправи срещу Фарук на Badd Blood: In Your House. Оуен побеждава Фарук с помощта на Остин. След това Остин обяснява, че иска да победи Харт за титлата, когато се върне и няма да позволи на Фарук или някой друг да го победи. След като Харт запазва титлата два пъти чрез дисквалификация между Bad Blood и Сървайвър Сериите в Монреал, Остин получава желанието си и отново побеждава Харт за титлата. По-късно същата нощ се случва „Прецакването Монреал“. Брет Харт напуска федерацията след събитието, а Британският булдог и Джим Найдхарт са освободени от договорите си по тяхно желание, за да отидат в WCW. Това оставя Оуен като единствен член на семейство Харт, който остава в WWF, поради своите договорни задължения. За разлика от булдог и Найдхарт, Винс Макмеън не дава на Оуен освобождаване от договора му и той остава в компанията. Оуен е скептично настроен да се върне в WCW, тъй като не е сигурен, че организацията ще го използва правилно. Брет казва, че най-голямата причина, поради която Оуен не е направил този ход е, че президентът на WCW Ерик Бишоф не желае да му даде същия договор като WWF.

### „Черният Харт“ и „Нация на доминация“ (1997 – 1998)
Харт не се появява на екрана на WWF, докато не прави изненадваща поява след като Шон Майкълс запазва титлата си след загубата на Кен Шамрок на In Your House: D-Generation X, където атакува Майкълс. Сега фен фаворит, но с ново изразено, антисоциално отношение, Харт става известен като „Самотния Харт“ и също „Черният Харт“. Оуен има вражда с D-Generation X и оспорва Шон Майкълс за Световната титла в тежка категория на WWF на 29 декември 1997 г. в епизода на Първична сила. По-късно, той печели европейската титла от Трите Хикса, но не директно. Златния прах облечен като Трите Хикса в опит да отклони Харт, но комисар Слотър го смята за легитимен заместник. Харт по-късно претърпява травма на глезена (сценарий) по време на мач срещу Бари Уиндъм, включващ Трите Хикса. Когато Харт се присъединява към коментаторите, Трите Хикса успява да привлече Оуен в импровизиран мач за титлата си я връща. Чайна се намесва, докато съдията не гледа и докато Трите Хикса отклонява вниманието на съдията, тя удря Харт зад лявото коляно с бейзболна бухалка, вдига го и го хвърля обратно на ринга, където Трите Хикса го тушира.
Четири седмици след Кечмания, по време на отборен мач с Кен Шамрок срещу Марк Хенри и Роки Маивиа, Харт се обръща срещу Шамрок, „сритвайки“ глезена му и „хапейки ухото му“. След атаката срещу Шамрок, Харт става съ-лидер със Скалата на Нация на доминация, твърдейки, че „е време за промяна“. Първата голяма вражда на Нацията след присъединяването на Харт е срещу DX. Именно по време на тази вражда, DX пародира Нацията. Имитацията е с актьор, преобличащ се като Харт и изричащ фразата „Аз не съм самородка“. Участието на Харт във враждата на DX е отклонено, когато Шамрок се връща от контузията си, за да отмъсти на Харт. Двамата имат специални мачове на pay-per-view, но между тях нищо не е убедително.

### Отбор с Джеф Джарет и завръщането на Блу Блейзър (1998 – 1999)
Харт остава с Нацията през цялата година, докато групата бавно се разпада. След Лятно тръшване, той се съюзява с Джеф Джарет. Харт и Джарет имат за мениджър Дебра Маршал. През това време е предложена история, че Харт трябва да има връзка с Дебра на екрана, нещо, което Оуен отхвърля.
След мач, в който Харт „случайно наранява“ Дан Севърн, Харт на пръв поглед напуска WWF. Възпроизвеждайки истинската травма, която Харт нанася на Остин преди година, историята събира линиите между реалността и „сюжета“. Но щом Харт „напуска“, Блу Блейзър се появява в WWF, твърдейки, че по никакъв начин не е Харт, въпреки че е много очевидно кой е под маската. Харт и Джарет правят историята комична. За да докаже, че Харт не е Блейзър, той се появява до Блу Блейзър, който е маскирания Джарет. В по-късен опит да докажат, че нито Харт, нито Джарет са Блейзър, и двамата се появяват до мъж с маската на Блейзър. Очевидно е обаче, че мъжът с маската е чернокож (бившият партньор на Харт – Коко Б. Уеър). На 25 януари 1999 г. Блу Блейзър и Джарет побеждават Кен Шамрок и Биг бос мен. Двамата успешно защитават коланите срещу Тест и Д'Ло Браун на Кечмания 15. Те губят титлите от Кейн и Екс Пак на предварително записан епизод на Първична сила, който се излъчва на 5 април 1999 г., но Харт и Джарет продължават да са отбор до смъртта на Харт през май по време на Over the Edge (1999).

## Смърт

### Over the Edge 1999
На 23 май 1999 г., Харт загива в Канзас Сити, Мисури по време на pay-per-view събитието Over the Edge. Харт се спуска чрез въжета от гредите на тавана на Кемпер Арена за мача си за интерконтиненталната титла срещу Кръстника. В съответствие с новия характер на „супергерой“ на Блейзър, той трябва да бъде спуснат точно над нивото на ринга, в който момент той ще се „заплете“, след това освободи от предпазните въжета и слезе на ринга. За комедиен ефект – това налага използването на механизъм за бързо освобождаване. Това е разработка за каскадата, направена по-рано в Sunday Night Heat през 1998 г. Докато е спускан, Харт пада от 24 метра върху въжетата на ринга вътре.
Харт е изпълнявал каскадата само няколко пъти преди това. Телевизионните зрители не виждат инцидента. По време на инцидента, се излъчва предварително записано интервю с Харт, както и на мониторите в затъмнената арена. По-късно, докато при Харт е медицински екип на ринга, камерите показват само публиката. Междувременно коментаторът на WWF Джим Рос многократно казва на гледащите на живо, че това, което току-що се е случило, не е нагласено или сюжет, и че Харт е тежко ранен, подчертавайки сериозността на ситуацията. Харт е транспортиран в Медицинския център на Трумен в Канзас Сити. Въпреки че са направени няколко опита да го реанимират, той умира от нараняванията си. По-късно причината за смъртта се оказва вътрешен кръвоизлив от мозъчна травма.

### Полемика
Ръководството на WWF решително избира да продължи събитието. По-късно Джим Рос съобщава за смъртта на Харт на зрителите по време на турнира, но не и на тълпата в арената. Въпреки че шоуто продължава, то никога не е пускано в търговската мрежа от WWF Home Video. През 2014 г., 15 години след смъртта му, WWE Network излъчва събитието за първи път. Преди старта се показва малка снимка, която информира феновете, че Харт е починал по време на оригиналното предаване. Всички кадри на Харт са изрязани от събитието. Изявлението гласи: „В памет на Оуен Харт, 7 май 1965 г. – 23 май 1999 г., който трагично почина по време на това предаване.“
Четири седмици след събитието, семейство Харт съди WWF за това колко опасно и лошо е планирана каскадата и че системата е дефектна. След повече от година и половина от случая, на 2 ноември 2000 г. е постигнато споразумение, като WWF плаща на семейството на Харт 18 милиона долара. Марта използва милионите за да създаде фондация Оуен Харт. Марта написва книга за живота на Харт през 2002 г., наречена Broken Harts: The Life and Death of Owen Hart (Разбити сърца: Животът и смъртта на Оуен Харт).
В неговия DVD сет Bret „Hit Man“ Hart: The Best There Is, the Best There Was, the Best There Ever Will Be, Брет Харт казва, че му се иска да е бил в WWF през нощта на инцидента, за да разубеди Оуен да прави каскадата.

### Първична сила е Оуен
Специален епизод на Първична сила е излъчен на 24 май 1999 г., в нощта след смъртта на Харт и е наречен Първична сила е Оуен. Предава се на живо от центъра Кил в Сейнт Луис. В него са включени интервюта на неговите колеги кечисти. Според Raw Exposed, всички сюжетни линии и съперничества са оставени настрана, а мениджмънтът на WWF дава възможност на всички кечисти да работят или не. Въпреки това, десет мача без сценарий са проведени.
Шоуто започва с всички кечисти, мениджъри, съдии и агенти на WWF (с изключение на WWF шампионът Гробаря и Кейн – като средство за запазване на техните образи), стоящи на рампата на сцената. Хауърд Финкел призовава за салют от десет камбанни звъна. Трибют видеото, разказано от Винс Макмеън е пуснато на екрана. Приятели на Харт, Нация на доминация, са емоционални, най-вече Марк Хенри, който плаче, докато чете стихотворение, което той написва в памет на Харт. Преди първата рекламна пауза подобни мисли са излъчени от Мик Фоли и Брадшоу. Фоли отбелязва, че Харт е любимият кечист на сина му и с гордост се е подстригал като Оуен. Брадшоу говори за това, как Харт харчи по-малко пари по пътя, отколкото повечето кечисти, защото искал да се пенсионира по-рано и да прекарва време със семейството си. Предаването завършва с Ледения Стив Остин, който излиза за специален поздрав към Харт, като от ринга вдига тост с бира за Харт (чиято снимка е показана на екрана). Единственото забележително отсъствие от това шоу е Гробаря, тъй като той решава да посети приятеля си от реалния живот, Брет Харт. Трибют шоуто отбелязва рейтинг 7.2 Nielsen, което го прави най-високо оцененият специален епизод на Първична сила и третият най-висок рейтинг на Първична сила. Шон Майкълс, в своята автобиография Heartbreak and Triumph, отбелязва, че „Оуен е единственият човек, за когото би могло да има двучасово шоу, и никой няма да каже лоша дума за него.“ На следващия ден, WWF записва епизода на Първична сила за 31 май 1999 г. По време на това шоу, Джеф Джарет побеждава Кръстника, за да спечели интерконтиненталната титла, титлата която Оуен Харт е трябвало да спечели за трети път на Over the Edge. Празнувайки победата си, Джарет изкрещява името на Харт.
Кечистът на WWE Кевин Оуенс кръщава сина си на Харт и включва името в собственото си сценично име на ринга, като почит към двамата.

## Титли и отличия
- New Japan Pro Wrestling
  - IWGP Junior Heavyweight Championship (1 път)[32]
- Stampede Wrestling
  - Stampede British Commonwealth Mid-Heavyweight Championship (1 път)[33]
  - Stampede Wrestling International Tag Team Championship (1 път)[34]
  - Stampede North American Heavyweight Championship (2 пъти)[35]
  - Stampede Wrestling Hall of Fame[36]
- United States Wrestling Association
  - USWA Unified World Heavyweight Championship (1 път)[37]
- Световна федерация по кеч
  - Европейска титла на WWF (1 път)[38]
  - Интерконтинентална титла на WWF (2 пъти)[39][40]
  - Световна отборна шампион на WWF (4 пъти) – с Йокозуна (2), Британският булдог (1) и Джеф Джарет (1)[41][42][43][44]
  - Крал на ринга (1994)